# Vrilletta
Vrilletta là một chi bọ cánh cứng thuộc họ Ptinidae.

## Các loài
Có 10 loài được ghi nhận trong chi Vrilletta:
- Vrilletta blaisdelli Fall, 1905 i c g b
- Vrilletta californica Fisher, 1939 i c g
- Vrilletta convexa LeConte, 1874 i c g
- Vrilletta decorata Van Dyke, 1918 i c g b
- Vrilletta expansa LeConte, 1874 i c g
- Vrilletta fulvolineata (Pic, 1903) i c g
- Vrilletta laurentina Fall, 1905 i c g
- Vrilletta murrayi LeConte, 1874 i c g b
- Vrilletta nigra (Pic, 1905) i c g
- Vrilletta plumbea Fall, 1905 i c g

Data sources: i = ITIS, c = Catalogue of Life, g = GBIF, b = Bugguide.net